# Cúil Aodha
Cúil Aodha (talvolta anglicizzato Coolea) è un villaggio del contea di Cork, situato nella regione Muskerry (Muscraí) sulla frontiera tra il Contea di Cork e la contea di Kerry nelle montagne di Derrynasaggart. Il villaggio confina con Baile Bhuirne a nord e ad est, con Béal Átha an Ghaorthaidh a sud e con la contea di Kerry ad ovest. Il villaggio è situato nel cuore della Gaeltacht, e la lingua irlandese viene largamente parlata nel villaggio. 
Cúil Aodha è un piccolo villaggio rurale con case ed aziende agricole sparse ma ha anche un piccolo centro composto di una scuola ed una chiesa. Sebbena la grande città di Cork sia vicina (circa 50 km), le strade nelle montagne di Cúil Aodha sono piccole e la zona panoramica rimane tradizional. Cúil Aodha è famosa per la sua tradizione di sean-nós, musica tradizionale irlandese in gaelico. Il composition Seán Ó Riada abitava a Cúil Aodha e suo figlio Peadar Ó Riada dirige sempre il famoso coro di Cúil Aodha. Il film Il vento che accarezza l'erba dal regista inglese Ken Loach è stato filmato a Cúil Aodha.